# Жуйфусян
Жуйфусян (кит. упр. 瑞蚨祥绸布店, пиньинь Ruìfúxiáng Chóu Bùdiàn, палл. Жуйфусян Чоу Будянь) — сеть магазинов в восточном Китае .

## История
Сеть магазинов Жуйфусян была основана Мэн Хуншэном, потомком конфуцианского философа Мэн-цзы, уроженцем уезда Цзюцзюнь, расположенного к северу от Чжанцю, провинция Шаньдун.
Семья Мэн занималась торговлей одеждой со времен правления императора Канси (1661—1722). Изначально, Мэн Хуншэн торговал грубой тканью местного производства, которая была популярна среди крестьян благодаря своей прочности и низкой цене. Большие объёмы продаж приносили Мэну сравнительно небольшую прибыль. Позже Мэн Хуншэн создал сеть магазинов в крупных городах, включая Шанхай, Циндао, Тяньцзинь, и начал расширять торговлю предметами роскоши (шелк, атлас, чай, меха).
Большинство магазинов сети имели называния Жуйфусян, Цяньсянъи, Цюаньсян, Лунсян, Хунсян, Жуйшэнсян, Цинсян. Названия магазинов содержат иероглиф «сян» (кит. упр. 祥, пиньинь Xiáng), и их так и называли, «Магазины Сян». Название Жуйфусян ссылается на «Цинфу» (кит. упр. 青蚨, пиньинь Qīngfú), легендарное насекомое, которое может приносить богатство. Оно также изображено на некоторых версиях логотипа магазинов.
В 1862 году Мэн открыл магазин Жуйфусян в западной части Цзинаня, в котором продавались, в основном, шелк и атлас. Филиал в Пекине открылся спустя год. Этот магазин был разрушен в 1900 году, когда войска Альянса вторглись в Пекин для подавления Ихэтуаньского восстания, но вскоре он был восстановлен. Продажи достигли своего пика в 1920-х и 1930-х годах, когда Мэн Лочуань занимался семейным предприятием. К 1940 году семье принадлежало более 96 магазинов и других предприятий. Среди них 50 магазинов по продаже шелка и 20 чайных магазинов, а также ломбарды и банки. Предприятия семьи Мэн были расположены в таких местах, как Цзинань, Циндао, Яньтай, Пекин, Тяньцзинь, Баодин, Шэньян, Харбин, Сучжоу, Ханчжоу, а также в провинции Фуцзянь.
Первый флаг Китайской Народной Республики, поднятый на площади Тяньаньмэнь в Пекине 1 октября 1949 года, был сделан из шелка Жуйфусян.
Бизнес-концепция и философия управления в магазинах Жуйфусян названы в качестве источника вдохновения Сэмом Уолтоном, создателем сети Wal-Mart.